# Übach-Palenberg
Übach-Palenberg település Németországban, azon belül Észak-Rajna-Vesztfália tartományban. Lakosainak száma 24 354 fő (2023. december 31.).

## Népesség
A település népességének változása:
| Lakosok száma | 22 403 | 24 083 | 24 081 | 23 979 | 24 215 | 24 354 |
|               | 1975   | 2017   | 2019   | 2021   | 2022   | 2023   |